# Hyalobathra dictatrix
Hyalobathra dictatrix is een vlinder van de familie van de grasmotten (Crambidae). De wetenschappelijke naam van deze soort is voor het eerst voorgesteld door Edward Meyrick in een publicatie uit 1934.
De soort komt voor in Liberia, Ethiopië, Congo-Kinshasa, Kenia, de Comoren en Madagaskar.